# Mattias Lööf
Mattias Lööf (* 4. Oktober 1972 in Uppsala) ist ein ehemaliger schwedischer Eishockeyspieler, der während seiner Karriere unter anderem für die Hannover Scorpions aus der Deutschen Eishockey Liga aktiv war. Dort ist er der Spieler mit den zweitmeisten Ligaspielen, der drittbeste Scorer und der zweitbeste Vorlagengeber der Vereinsgeschichte.

## Karriere
Lööf begann seine Karriere im Jahr 1990 bei Leksands IF, mit dem er in der höchsten schwedischen Spielklasse, der Elitserien, aktiv war. In Leksand stand er bis zum Ende der Saison 1993/94 unter Vertrag und wechselte anschließend zum damaligen Ligakonkurrenten Rögle BK, mit dem er in die Division 1 (damals zweithöchste Liga) abstieg. In den folgenden Jahren ging er für mehrere Eishockeyvereine aufs Eis, darunter Rauman Lukko aus der finnischen SM-liiga sowie Västerås IK aus der schwedischen Elitserien.
Im Sommer 1999 wurden die Verantwortlichen der Hannover Scorpions aus der Deutschen Eishockey Liga auf den Rechtsschützen aufmerksam und transferierten ihn nach Niedersachsen. Bei den Scorpions gehörte er zu den Leistungsträgern und war zudem einer der punktbesten Scorern im Team. In insgesamt 259 Ligaspielen konnte er 238 Punkte erzielen, somit ist er der drittbeste Scorer der Klubgeschichte. Des Weiteren konnte er mit dem Verein in den Spielzeiten 1999/2000 und 2003/04 mit den Scorpions Klassenerhalt sichern. Dabei hatte er mit seiner Punktausbeute von 18 erzielten Scorerpunkte in 17 absolvierten Partien einen erheblichen Anteil.
Nachdem sein Vertrag zum Ende der Saison 2003/04 nicht verlängert wurde und es zudem an Angeboten aus der Deutschen Eishockey Liga mangelte, entschied er sich dafür, in seine schwedische Heimat zurückzukehren. Es folgten zwei Jahren bei Västerås IK und ein Spieljahr beim Drittligisten Surahammars IF, ehe er 2007 seine aktive Eishockeykarriere im Alter von 34 Jahren beendete.